# Gotham FC
Der Gotham FC (bis 2020 Sky Blue FC und von 2021 bis 2024 NY/NJ Gotham FC) ist ein Frauenfußballfranchise aus Harrison, New Jersey, im Großraum New York. Es wurde 2007 gegründet und spielte zunächst bis zu ihrer Auflösung in der Women’s Professional Soccer (WPS). Seit 2013 nimmt das Franchise an der National Women’s Soccer League (NWSL) teil, der höchsten Liga im Frauenfußball in den USA. Vor Beginn der Saison 2021 wurde das Franchise in NJ/NY Gotham FC umbenannt, um das steigende Interesse und das schnelle Wachstum des Klubs zu reflektieren.
Der Gotham FC ist Teil der Sky Blue Soccer Organization, welche im Somerset County, New Jersey, sitzt. Diese Organisation bietet die Möglichkeit an, Fußball ab Kindesalter zu spielen.

## Geschichte

### WPS

Logo des Sky Blue FC (2009–2020)

Bereits in der WPS, einer amerikanischen Frauenfußballprofiliga, die von 2009 bis 2011 existierte, spielte eine Mannschaft mit dem Namen Sky Blue FC.
Am 5. März 2008 wurde der bekannte Frauenfußballtrainer Ian Sawyers verpflichtet. Der Teamname wurde im September bekannt gegeben und die drei US-Nationalspielerinnen Heather O’Reilly, Natasha Kai und Christie Rampone wurden verpflichtet.
Während der Draft wurden weitere bekannte Spielerinnen wie die australische Nationalspielerin Sarah Walsh oder die beiden Brasilianerinnen Rosana und Ester verpflichtet. Wobei Ester bei ihrem Klub in Brasilien blieb und nicht wechselte.
Am 5. April 2009 fand der Auftakt in der neugegründeten Women’s Professional Soccer für den Sky Blue FC statt. Gegner war Los Angeles Sol, welche mit 2:0 geschlagen wurden. Dieses Spiel wurde noch im TD Bank Ballpark in Bridgewater Township, New Jersey ausgetragen, bevor die Mannschaft ab dem übernächsten Heimspiel ihre Spiele auf dem Yurcak Field austrägt. Nachdem man nur einen Sieg aus den ersten sechs Spielen erzielen konnte, wurde Trainer Ian Sawyers durch Kelly Lindsey als Interimslösung ersetzt. Nach guten Leistungen der Mannschaft wurde Lindsey am 19. Juni 2009 Cheftrainer. Während dieser Zeit konnte Sky Blue in 12 Spielen fünfmal gewinnen und dreimal unentschieden spielen. Am 30. Juli 2009 trat Lindsey überraschend zurück. Christie Rampone übernahm die Rolle der Spielertrainerin. Sky Blue schaffte es unter Rampone auf den 4. Platz und bis ins Finale der Play-offs. Im Finale traf die Mannschaft auf Los Angeles Sol und gewann mit 1:0. Somit ist der Sky Blue FC der erste Titelträger der WPS.

### NWSL
Am 24. November 2012 wurde die Gründung einer neuen Frauenfußballprofiliga in den USA bekanntgegeben. Es wurde auch bekanntgegeben, dass ein Team unter dem Namen Sky Blue FC aus dem Großraum New York teilnehmen wird. Am 15. Dezember 2012 wurde bekanntgegeben, dass die neue Liga National Women’s Soccer League heißen wird.
Der Sky Blue FC startete am 14. April 2013 mit einem Heimspiel gegen Western New York Flash in die erste Saison der NWSL. Die Mannschaft um Trainer Jim Gabarra sicherte sich einen 1:0-Sieg. Am Ende der Regular Season belegte der SBFC den vierten Platz und war somit für die Play-offs qualifiziert. Dort scheiterte man allerdings im Halbfinale an Western New York Flash.
Die Saison 2014 beendete das Franchise auf dem sechsten Platz nach der regulären Saison, womit der Einzug in die Play-offs knapp verpasst wurde. Am Ende lag man lediglich einen Punkt hinter dem Tabellenvierten Washington Spirit.
Auch im Folgejahr konnte das Team die Play-offs der vier besten Mannschaften nicht erreichen. Die reguläre Saison wurde auf dem 8. Platz abgeschlossen, wobei in insgesamt 20 Spielen nur 5 Siege gelangen.
In der Saison 2016 belegte der Sky Blue FC den 7. Tabellenplatz der regulären Saison. Der Einzug in die Play-offs wurde damit zum dritten Mal in Folge verpasst. Auch im Jahr 2017 gelang der Einzug in die Play-offs nicht: das Team erreichte in der regulären Saison den sechsten Tabellenplatz.
2018 folgte der Absturz in den Tabellenkeller: mit lediglich einem Sieg in 24 Spielen belegte das Team am Ende der regulären Saison den neunten und letzten Tabellenplatz. Auch das folgende Jahr 2019 verlief zunächst nicht wesentlich erfolgreicher. Nachdem das Team in den ersten elf Spielen nur zwei Unentschieden erreicht hatte, wurde die Trainerin Denise Reddy entlassen. Im weiteren Saisonverlauf gelangen dem Team noch fünf Siege, so dass Sky Blue die reguläre Saison auf dem neunten Platz abschloss.
Im Jahr 2021 wurde der Sky Blue FC in Gotham FC umbenannt nach dem Spitznamen Gotham für New York. Im fiktiven Gotham City spielen auch die  Batman-Comics, woher der Spitzname The Bats für das Frauenteam abgeleitet ist.

## Stadion
- Yurcak Field; Piscataway Township, New Jersey (2009–2019)
- Sports Illustrated Stadium; Harrison, New Jersey (seit 2020)

Der Sky Blue FC trug seine Heimspiele von 2009 bis 2019 im Yurcak Field aus. Es liegt auf dem Gelände der Rutgers University und wird neben Fußball noch für Lacrosse-Spiele genutzt. Es hat eine Kapazität von 5.000 Zuschauern.
Seit 2020 spielt das Franchise in der Sports Illustrated Stadium in Harrison, die es sich mit den New York Red Bulls aus der MLS teilt und Platz für 25.000 Zuschauer bietet.

## Trainer
- Ian Sawyers (März–Mai 2009)
- Kelly Lindsey (Mai–Juli 2009)[6]
- Christie Rampone (Juli–September 2009, Spielertrainerin)[7]
- Pauliina Miettinen (September 2009–Juli 2010)[8]
- Rick Stainton (Juli–Oktober 2010)[9]
- Jim Gabarra (Oktober 2010–2015)[10]
- Christy Holly (2016–2017)
- David Hodgson (2017, interim)
- Denise Reddy (2018–Juni 2019)[11]
- Christiane Lessa
 Hugo Macedo (Juli–September 2019, interim)
- Freya Coombe (September 2019–August 2021)
- Scott Parkinson (August 2021–August 2022)
- Hue Menzies (August–October 2022, interim)
- Juan Carlos Amorós (seit November 2022)

## Erfolge
- Women’s Professional Soccer
  - Sieger (1): 2009
- National Women's Soccer League
  - Sieger (1): 2023
- CONCACAF W Champions Cup
  - Sieger (1): 2025

## Spielerinnen und Mitarbeiter

### Aktueller Kader

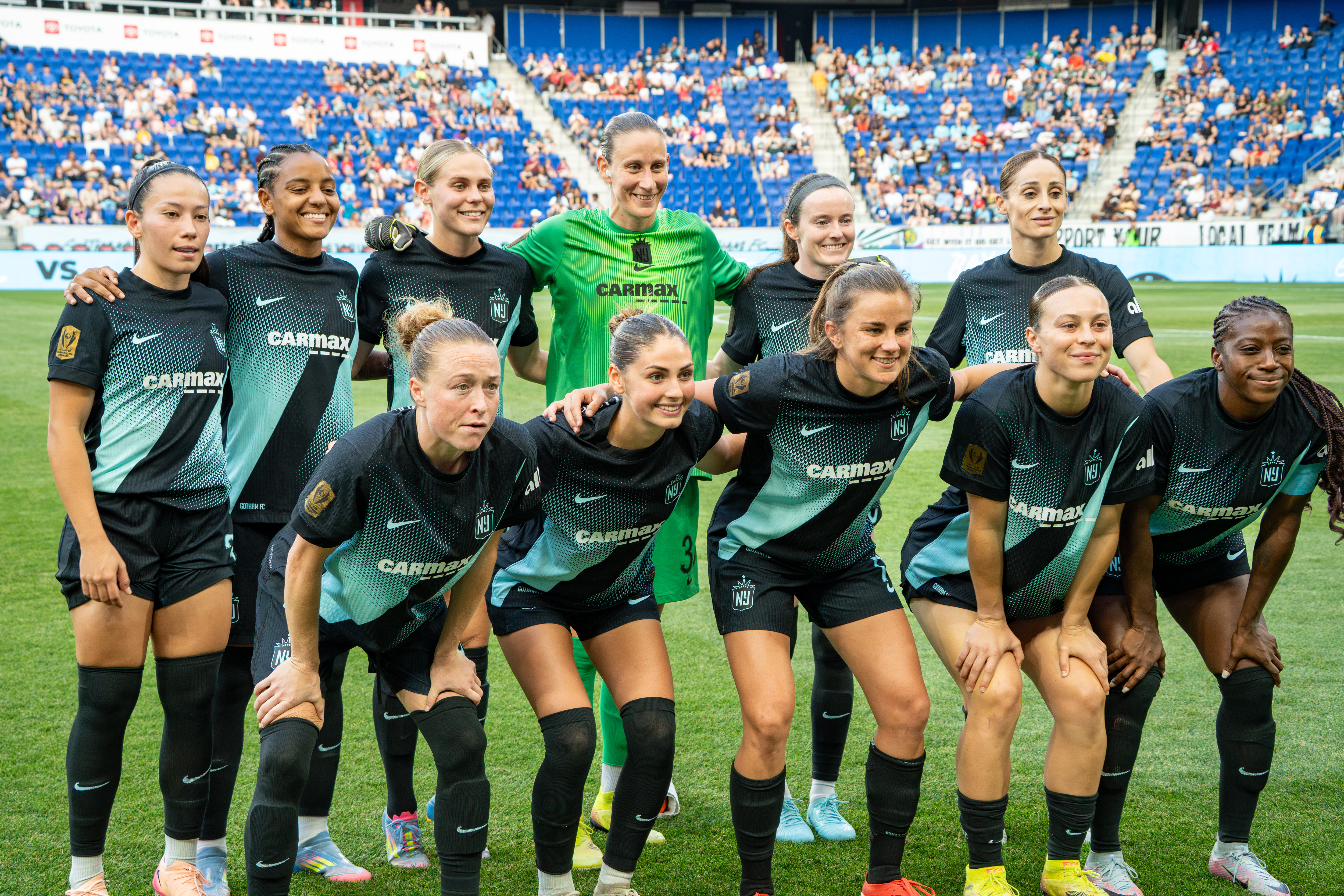
Die Startelf von Gotham FC am 21. Juni 2025

Stand: 19. April 2025
| Nr. |                    | Position | Name             |
| --- | ------------------ | -------- | ---------------- |
| 1   | Vereinigte Staaten | TW       | Shelby Hogan     |
| 3   | Brasilien          | AB       | Bruninha         |
| 4   | Vereinigte Staaten | AB       | Lily Reale       |
| 6   | Vereinigte Staaten | MF       | Emily Sonnett    |
| 7   | Vereinigte Staaten | MF       | Jaelin Howell    |
| 8   | Vereinigte Staaten | MF       | Taryn Torres     |
| 9   | Spanien            | ST       | Esther González  |
| 10  | Brasilien          | ST       | Geyse            |
| 11  | Vereinigte Staaten | ST       | Sarah Schupansky |
| 12  | Vereinigte Staaten | TW       | Ryan Campbell    |
| 13  | Vereinigte Staaten | ST       | Ella Stevens     |
| 14  | Vereinigte Staaten | MF       | Nealy Martin     |
| 15  | Vereinigte Staaten | AB       | Tierna Davidson  |
| 16  | Vereinigte Staaten | MF       | Rose Lavelle     |
| 17  | Vereinigte Staaten | ST       | Mak Whitman      |
| 18  | Brasilien          | ST       | Gabi Portilho    |
| 20  | Portugal           | ST       | Jéssica Silva    |
| 21  | Vereinigte Staaten | MF       | Sofia Cook       |
| 22  | Vereinigte Staaten | AB       | Mandy Freeman    |
| 23  | Vereinigte Staaten | ST       | Margaret Purce   |

| Nr. |                    | Position | Name              |
| --- | ------------------ | -------- | ----------------- |
| 24  | Vereinigte Staaten | AB       | Emerson Elgin     |
| 26  | Vereinigte Staaten | TW       | Tyler McCarney    |
| 27  | England            | AB       | Jessica Carter    |
| 30  | Deutschland        | TW       | Ann-Katrin Berger |
| 33  | Vereinigte Staaten | TW       | Michelle Betos    |
| 34  | Vereinigte Staaten | ST       | Khyah Harper      |
| 90  | Vereinigte Staaten | ST       | Stella Nyamekye   |

### Trainerstab
- Juan Carlos Amorós (Trainer)
- Jen Lalor (Co-Trainerin)
- Shaun Harris (Co-Trainer)
- Ak Lakhani (Co-Trainer)
- Brody Sams (Torwarttrainer)

## Saisonstatistik
| Jahr | Liga                            | Reguläre Saison                      | Play-offs                            | Zuschauerdurchschnitt 1              | Erfolgreichste Torschützin 1                          |
| ---- | ------------------------------- | ------------------------------------ | ------------------------------------ | ------------------------------------ | ----------------------------------------------------- |
| 2009 | WPS                             | 4. Platz                             | Meister                              |                                      |                                                       |
| 2010 | WPS                             | 5. Platz                             | nicht qualifiziert                   |                                      |                                                       |
| 2011 | WPS                             | 5. Platz                             | nicht qualifiziert                   |                                      |                                                       |
| 2012 | Keine Teilnahme am Spielbetrieb | Keine Teilnahme am Spielbetrieb      | Keine Teilnahme am Spielbetrieb      | Keine Teilnahme am Spielbetrieb      | Keine Teilnahme am Spielbetrieb                       |
| 2013 | NWSL                            | 4. Platz                             | Halbfinale                           | 1.666                                | Mónica Ocampo (8)                                     |
| 2014 | NWSL                            | 6. Platz                             | nicht qualifiziert                   | 1.640                                | Nadia Nadim, Kelley O’Hara (je 7)                     |
| 2015 | NWSL                            | 8. Platz                             | nicht qualifiziert                   | 2.169                                | Sam Kerr, Nadia Nadim (je 6)                          |
| 2016 | NWSL                            | 7. Platz                             | nicht qualifiziert                   | 2.162                                | Sam Kerr (5)                                          |
| 2017 | NWSL                            | 6. Platz                             | nicht qualifiziert                   | 2.613                                | Sam Kerr (17)                                         |
| 2018 | NWSL                            | 9. Platz                             | nicht qualifiziert                   | 2.531                                | Imani Dorsey, Katie Johnson, Carli Lloyd (je 4)       |
| 2019 | NWSL                            | 8. Platz                             | nicht qualifiziert                   | 3.338                                | Carli Lloyd (8)                                       |
| 2020 | NWSL                            | Wegen der COVID-19-Pandemie abgesagt | Wegen der COVID-19-Pandemie abgesagt | Wegen der COVID-19-Pandemie abgesagt | Wegen der COVID-19-Pandemie abgesagt                  |
| 2021 | NWSL                            | 5. Platz                             | Erste Runde                          | 3.793                                | Margaret Purce (8)                                    |
| 2022 | NWSL                            | 12. Platz                            | nicht qualifiziert                   | 4.415                                | Paige Monaghan, Margaret Purce, McCall Zerboni (je 3) |
| 2023 | NWSL                            | 6. Platz                             | Meister                              | 6.293                                | Lynn Williams (7)                                     |
| 2024 | NWSL                            | 3. Platz                             | Halbfinale                           | 8.563                                | Esther González (9)                                   |